# Lakárd
Lakárd (szlovákul: Lekárovce) falu Szlovákiában, a Kassai kerület Szobránci járásában.

## Fekvése
Nagykapostól 12 km-re északkeletre, az ukrán határ mellett (Ungvártól 20 km-re nyugatra), az Ung két partján fekszik, az Alföld szlovákiai nyúlványának legkeletibb szélén.

## Története
A régészeti leletek tanúsága szerint területén a kőkorban, a bronzkorban és a vaskorban is éltek már emberek.
A falut 1401-ben „Lekardhaza” néven említik először. A későbbiek során 1404-ben „Lakarch”, majd 1427-ben „Lakardfalva” néven találjuk és ekkor 16 portája volt. A középkorban királyi birtokként Ung várának uradalmához tartozott. 1437-ben „Lakar”, 1451-ben „Lakard”, 1469-ben „Lekár”, 1499-ben „Lakard”, 1504-ben pedig „Lakaarth” a neve. A 16. században a Drugeth család birtoka, a nevickei uradalom része. 1588-ban 31 háztartás található a faluban, ebből 15 zsellérház volt. 1599-ben „Lakarth” néven említik az írott források. Később a Csákyak birtoka, majd a 18. században részben az ungvári uradalom része, részben a Leleszi prépostság birtoka.
A 18. század végén, 1799-ben Vályi András így ír róla: „LAKART. Orosz falu Ungvár Várm. az Ungvári Uradalomban, lakosai többen ó hitűek, fekszik Jenke, és Őrnek szomszédságokban, határja jó termékenységű, vagyonnyai jelesek, és külömbfélék, el adásra módgyok van.”
1828-ban 143 házában 948 lakos élt. Fényes Elek 1851-ben kiadott geográfiai szótárában így ír a faluról: „Lakárt, orosz-tót falu, Ungh vmegyében, az Ungh vize mellett: Ungvárhoz nyugotra 1 1/2 mfldnyire: 289 r. 553 g. kath., 5 zsidó lak. g. kath. paroch. templom. F. u. kamara.”
A trianoni diktátumig Ung vármegye Ungvári járásához tartozott, utána az újonnan létrehozott csehszlovák államhoz csatolták. 1938-1945 között ismét Magyarország része. A második világháború végén komoly harcok folytak, a település jelentős része elpusztult, az Ungon átmenő komppal együtt. 1945 és 1948 között a Szovjetunió része, Lekart néven, majd csehszlovák-szovjet államközi bizottsági döntés alapján visszakerült Csehszlovákiához.

## Népessége
| Év:            | 1994. | 2004.   | 2014.   | 2024.    |
| -------------- | ----- | ------- | ------- | -------- |
| Emberek száma: | 1119  | 1035    | 940     | 835      |
| Eltérés:       |       | -7,50 % | -9,17 % | -11,17 % |

| Év:            | 2023. | 2024.   |
| -------------- | ----- | ------- |
| Emberek száma: | 834   | 835     |
| Eltérés:       |       | +0,11 % |

1880-ban 1392 lakosából 735 magyar és 595 szlovák anyanyelvű volt (az anyanyelvi adatok egyértelműen tévesek).
1890-ben 1293 lakosából 76 magyar és 1213 szlovák anyanyelvű volt.
1900-ban 1412 lakosából 75 magyar és 1332 szlovák anyanyelvű volt.
1910-ben 1490 lakosából 44 magyar és 1419 szlovák anyanyelvű volt.
1930-ban 1460 lakosából 3 magyar, 23 zsidó, 723 ruszin, 696 csehszlovák nemzetiségű és 15 állampolgárság nélküli volt.
1941-ben 1478 lakosa volt.
1970-ben 1477 lakosából 1 ukrán, 5 cseh, 1471 szlovák volt.
1980-ban 1394 lakosából 2 magyar, 3-3 cseh és ukrán és 1384 szlovák volt.
1991-ben 1141 lakosából 3 morva, 2 ukrán, 1-1 cseh és ruszin és 1134 szlovák volt.
2001-ben 1047 lakosából 3 magyar és 1036 szlovák volt.
2011-ben 959 lakosából 4 magyar és 940 szlovák volt.
2021-ben 870 lakosából 834 szlovák, 11 magyar (1,26%), 5 ukrán, 5 egyéb, 15 ismeretlen nemzetiségű volt.

## Nevezetességei
- A Nagyboldogasszony tiszteletére szentelt, görögkatolikus temploma 1784-ben épült a korábbi, 1774-ben lebontott templom helyén. 1834-ben egy földrengés súlyosan megrongálta, utoljára 1901-ben, egy tűzvész után építették újjá.
- A plébánia 1863-ban épült.